# 非法人士計劃
非法人士計劃（英語：Illegals Program）是俄羅斯在美國境內的非官方臥底的潛伏特工。「非法人士計劃」這個名詞是美國司法部對其的稱呼。

## 历史
聯邦調查局對他們的審問，最高峰時期逮捕了十名間諜，2010年7月9日，俄羅斯與美國達成囚犯交換。